# Don d'organes
Pour les articles homonymes, voir Don.

Les utilisateurs doivent prendre des mesures pour exprimer leur consentement.
Le consentement est supposé jusqu'à ce qu'une personne prenne des mesures pour révoquer son autorisation.

Le don d'organes est le prélèvement d'organes et de tissus (on parle dans ce cas de don de tissus) d'un corps humain (appelé donneur) pour traiter des patients (appelés receveurs) dont les organes essentiels sont gravement atteints. Le prélèvement chirurgical peut s'effectuer sur des personnes mortes en état de mort cérébrale (don d'organes post mortem)  ou sur des personnes vivantes (don d'organe de son vivant). Il s'agit de la première étape avant la réalisation d'une transplantation chez un receveur.
Un grand nombre d'organes peuvent être donnés et permettre ainsi de sauver des vies humaines, ou en améliorer grandement la qualité. La majorité des greffes sont réalisées à partir d'organes prélevés sur des personnes mortes, en état de mort encéphalique 
Sous certaines conditions bien précises (contraintes temporelles notamment) les organes (rein et foie) de personnes en arrêt cardiaque et respiratoire définitif, après échec de réanimation, peuvent être prélevés (voir Prélèvement d'organes à cœur arrêté). On sait aujourd'hui que les résultats des greffes de ces organes sont aussi bons que ceux provenant de donneurs en mort encéphalique.
La compatibilité HLA est de moins en moins indispensable, compte tenu des progrès des traitements immunosuppresseurs. Néanmoins, lorsque cette compatibilité est grande, le traitement peut être allégé.
Le don d'organe se différencie du don du corps à la science. Ce dernier a pour but de faire progresser la médecine ainsi que les connaissances et le savoir-faire des chercheurs et des étudiants. On peut être donneur d'organes et donner en même temps son corps à la science.

## Législations du don d'organes
La législation du don d'organes dépend de chaque pays 

### Belgique
Depuis la loi du 13 juin 1986, toute personne inscrite au Registre de la Population ou au Registre des Étrangers depuis plus de six mois est réputée être donneur d'organes, sauf s'il est établi qu'une opposition a été exprimée, dans le cas contraire et selon la loi belge, le « qui ne dit mot consent » est obligatoirement utilisé, mais très peu pratiqué.
Toute personne peut signaler expressément ses dernières volontés à cet égard dans un sens ou dans l'autre en remplissant un formulaire ad hoc à l'administration communale (formulaire de « prélèvement et transplantation d'organe après le décès »). Un tel geste permet d'inscrire la transplantation dans une logique de don choisi et assumé, et ainsi de dépasser sa dimension utilitaire.

### Canada
Au Canada le don d'organe est régi par les provinces, cela relevant des ministères de la santé qui est un champ de compétence provincial. Cela dit, il existe certaines normes dictées par Santé Canada ainsi que certains organismes tels que le Conseil canadien pour le don et la transplantation (CCDT) qui agissent au niveau pancanadien. Pour ce qui est des normes fédérales, il y eut un tollé lorsqu'à la fin de l'année 2007 Santé Canada décida de ne plus accepter les dons des hommes ayant eu des rapports sexuels avec d'autres hommes dans les cinq années précédentes. Les médecins canadiens ainsi que la communauté gay protestent contre ce règlement et se déclarent « préoccupés du manque de consultation avec à la fois la communauté médicale et la communauté gay et lesbienne […] ; nous avons les technologies et les moyens de dépister des maladies dans le sang et les organes ».
| Sociétés provinciales vouées au don d'organes | Sociétés provinciales vouées au don d'organes                       | Sociétés provinciales vouées au don d'organes |
| --------------------------------------------- | ------------------------------------------------------------------- | --------------------------------------------- |
| Alberta                                       | Southern Alberta HOPE (Human Organ Procurement and Exchange Program |                                               |
| Alberta                                       | Northern Alberta HOPE Program and Comprehensive Tissue Centre       |                                               |
| Colombie-Britannique                          | British Columbia Transplant Society                                 |                                               |
| Manitoba                                      | Transplant Manitoba                                                 |                                               |
| Nouveau-Brunswick                             | Don d'organes et de tissus au Nouveau-Brunswick                     |                                               |
| Terre-Neuve-et-Labrador                       | Organ Procurement and Exchange of Newfoundland and Labrador         |                                               |
| Nouvelle-Écosse                               | Regional Tissue Bank                                                |                                               |
| Nouvelle-Écosse                               | Multi-Organ Transplant Program                                      |                                               |
| Ontario                                       | Réseau Trillium pour le don de vie                                  |                                               |
| Île-du-Prince-Édouard                         | PEI Coalition on Organ and Tissue Donation                          |                                               |
| Québec                                        | Transplant-Québec                                                   |                                               |
| Saskatchewan                                  | Saskatchewan Coalition for Organ Donor Awareness (SCODA)            |                                               |

### France
La situation étant telle que le nombre de donneurs est largement inférieur au nombre de personnes dans l'attente d'une greffe, le régulateur cherche à augmenter le nombre de donneurs pour satisfaire le plus de demandeurs possible. « Le prélèvement et la greffe d'organes constituent une priorité nationale » (loi relative à la bioéthique de 2004).
Pour autant, le don d'organes est extrêmement réglementé en France. Les règles relatives au don d'organes sont très différentes selon qu'il s'agit d'un don post mortem ou d'un don d'organes de son vivant (don du vivant).
Le don post-mortem concerne les organes suivants : cœur, foie, reins, poumons, pancréas, os et cartilage, cornées, peau, intestin, veines-artères, tendons, ligaments, valves cardiaques.
Le don du vivant concerne les reins, la peau, des fragments osseux et exceptionnellement le lobe hépatique et lobe pulmonaire (en pratique, il s'agit essentiellement du rein). Ces prélèvements du vivant se font majoritairement dans le cadre du cercle familial après une recherche de compatibilité auprès des proches. Les donneurs volontaires cherchent souvent à sauver un être cher.
La majorité des prélèvements se font toutefois sur des donneurs décédés. Un protocole strict doit être respecté car le décès est attesté par la mort cérébrale et les organes doivent être en bon état.
Le prélèvement à cœur arrêté dit aussi « don à partir de cœur non battant » ou don qui suit la mort cardiaque est un résultat de progrès techniques. Pendant longtemps, il n’était envisageable de prélever des organes que sur des personnes dont la fonction hémodynamique avait pu être artificiellement conservée. L’arrêt du cœur en détruisant les organes rendait toute greffe impossible. Il en est aujourd’hui autrement mais à condition que des procédés de sauvegarde des organes soient mis en œuvre dans les minutes qui suivent le décès, ce qui suppose que des équipes médicales soient présentes au moment où celui-ci se produit. 
En France en 2019, 3641 greffes d'organes étaient réalisées, dont 508 à partir de donneurs vivants, 1729 sur des donneurs en état de mort cérébrale, 459 sur des patients en état Maastricht 3, et le taux de personnes refusant de donner est de 30 % dans la population.

#### Don post-mortem

##### Principe de consentement présumé
Le don d'organes post-mortem repose, depuis la loi Caillavet de 1976, sur le principe du « consentement présumé ». "Ce prélèvement peut être pratiqué dès lors que la personne n'a pas fait connaître, de son vivant, son refus d'un tel prélèvement" (loi de bioéthique).
Chaque Français est donc considéré comme un donneur potentiel après sa mort, à moins de s'y être opposé de son vivant en s'étant inscrit dans le Registre National des Refus, ce registre devant être obligatoirement consulté par les médecins dès qu'un prélèvement est envisagé. Cette inscription a valeur légale,. Depuis le 23 janvier 2017, il est possible de s'inscrire en ligne à ce registre, en plus de la voie postale.
Conformément à la loi de bioéthique, si la personne morte n'était pas inscrite sur le registre national des refus ou n'avait pas fait part à ses proches de son opposition au don d'organes de son vivant, le prélèvement d'organes est possible.

##### Cas de figures du don
Un prélèvement est envisagé uniquement sur une personne morte, établie :
- en état de mort encéphalique, attestée soit par deux électro-encéphalogrammes à activité isoélectriques, établis à quatre heures d'intervalle, ou bien plus employé actuellement, un angioscanner (permettant simultanément une étude morphologique des organes)
- ou sur des personnes décédées après arrêt cardiaque protocole Maastricht 3 (donneurs décédés après arrêt circulatoire à la suite de la limitation ou de l’arrêt des thérapeutiques).

##### Volonté du donneur
En pratique, lorsqu'un prélèvement d'organes est envisagé, si l'équipe médicale n'a pas directement connaissance de la volonté du défunt, elle doit s'efforcer de recueillir auprès de ses proches sa position sur le don de ses organes, éventuellement exprimée de son vivant, par tout moyen ; il s'agit du rôle du Médecin Réanimateur, assisté de l'Infirmier(e) Coordinateur de prélèvement d'organes, de l'établissement de soins.
La situation est beaucoup plus simple si la personne morte a fait connaître de son vivant sa volonté de donner ses organes.
Pour cela, différents organismes proposent gratuitement des cartes de donneur d'organes, comme la carte d'ambassadeur du don d'organes et de tissus de l'association France ADOT reconnue d'utilité publique depuis 1978. La carte SESAM Vitale II comporte également un champ permettant à tout médecin de mentionner que son titulaire est informé à propos de la loi sur le don d'organes.
Pour autant, les cartes de donneur ne sont pas des documents légaux (le consentement étant présumé) et, en pratique, ne sont retrouvées que très rarement lorsqu'un don d'organes est envisagé. Il est donc recommandé de faire connaître sa volonté à ses proches, pour qu'ils puissent en témoigner.

##### Anonymat
Le don d'organes post-mortem est totalement anonyme : le receveur ne connaît pas l'identité du donneur et la famille du donneur l'identité des différents receveurs. Il a cependant existé une exception notoire : lors d'une greffe de visage, la famille de la donneuse a su l'identité de la receveuse du fait de sa médiatisation a posteriori.

#### Don d'organes de son vivant
Dans la majorité des cas, le don du vivant concerne un rein mais il est possible de donner d'autres organes mais pas entièrement comme le foie par exemple. Une personne vivante peut faire un don d'organe dans l'intérêt thérapeutique direct d'un receveur. Le receveur est obligatoirement un proche.

##### Principes de libre consentement et de gratuité
Le don du vivant est gratuit et librement consenti. Le don est par définition non rémunéré car l'organe n'est pas considéré comme un objet patrimonial au sens juridique, conformément au principe de non-patrimonialité du corps humain.
Quel que soit le lien entre le donneur et le receveur, toute forme de pression psychologique ou financière est interdite par la loi.

##### Lien entre le donneur et le receveur
Une personne majeure vivante, volontaire et en bonne santé peut donner un rein dans les conditions définies par la loi de bioéthique française du 7 juillet 2011 qui a élargi le cercle des donneurs vivants d’organes qui peuvent être le père ou la mère et, par dérogation, un fils ou une fille, un frère ou une sœur du receveur, son conjoint, ses grands-parents, oncles ou tantes, cousins germains et cousines germaines ainsi que le conjoint du père et de la mère.
Le donneur peut également être toute personne apportant la preuve d’une vie commune d’au moins deux ans avec le receveur ainsi que toute personne pouvant apporter la preuve d’un lien affectif étroit et stable depuis au moins deux ans avec le receveur.

##### Don croisé
Depuis 2011 est également autorisé le « don croisé » d’organes entre deux paires donneur/receveur répondant chacune aux conditions relationnelles du don et de la greffe d’organe mais non compatibles.
Celui-ci consiste pour le receveur potentiel à bénéficier du don d'une autre personne ayant exprimé l'intention de don et également placée dans une situation d'incompatibilité à l'égard de la personne dans l'intérêt de laquelle le prélèvement peut être opéré, tandis que cette dernière bénéficie du don du premier donneur. En cas de mise en œuvre d'un don croisé, les actes de prélèvement et de greffe sont engagés de façon simultanée respectivement sur les deux donneurs et sur les deux receveurs. L'anonymat entre donneur et receveur est respecté. La loi a été votée en 2011, le décret d'application est paru à la fin de 2012 et le programme de dons croisés a débuté en octobre 2013.
Pour cela, un logiciel informatique d'appariement a été créé, inspiré par les travaux des lauréats du prix Nobel d'économie 2012, les Américains Alvin Roth et Lloyd Shapley. Il met en relation des paires de donneur-receveur incompatibles. Pour que le mécanisme d'appariement se mette en place, il faut au moins 50 couples de volontaires. À l'inverse d’autres pays, comme les États-Unis, la France n'autorise que l'appariement croisé entre deux paires de donneur-receveur. Les triplets et chaînes sont donc interdits.

##### Information du donneur et décision d'autorisation du don
Le candidat au don doit être informé des risques liés à l'intervention et de la possibilité d'un échec de la greffe. Il est auditionné par un Comité d'Experts Donneur Vivant organisé par l'Agence de la Biomédecine. Ce comité composé de cinq membres dont trois médecins s'assure de la justification médicale du prélèvement et de la greffe d'organe, de la compréhension de l'information reçue et de l'absence de contrainte.
La décision d'autoriser ou non le don délivrée par le Comité n'a pas à être motivée. Le donneur doit confirmer son accord auprès du magistrat du Tribunal de Grande Instance de son lieu de résidence. Son accord est révocable à tout moment. Le don est un acte gratuit mais doit être financièrement neutre pour le donneur. L'établissement où a lieu le prélèvement doit prendre en charge les frais de transports, d'hébergement hors hospitalisation, de suivi médical et une éventuelle perte de revenu.
Une enquête nationale sur la qualité de vie des donneurs vivants de rein a été élaborée et mise en œuvre par l'Agence de la biomédecine et le service d'Épidémiologie et Évaluation Cliniques (EEC) du CHU de Nancy. Les personnes interrogées avaient été prélevées entre le 30 juin 2005 et le 1er mars 2009. À 98 % les personnes interrogées se déclarent prêtes à refaire leur geste,.

### Japon
À la suite de l'adoption de la loi sur les transplantations d'organes (ja) (臓器の移植に関する法律, zōki no ishoku ni kansuru hōritsu) en 1997, un donneur au Japon devait avoir au minimum 15 ans, avoir précisé sa volonté de don par écrit, et sa famille devait également donner son accord. Du fait de cette loi, le nombre de greffes sur l'archipel a été extrêmement faible depuis lors (81 en 12 ans), et de nombreux demandeurs se sont fait transplanter à l'étranger, principalement aux États-Unis.
En juin 2009, quatre amendements étaient en discussion au Parlement japonais afin de simplifier les conditions de don, et de renforcer la définition de « mort cérébrale ». L'autorisation de don d'organe pour les enfants a été votée, et le système du double consentement aboli : « en l'absence de document écrit, une personne est considérée par principe comme donneuse potentielle, sauf si la famille s'y oppose »,. De plus, la mort cérébrale est désormais légalement considérée comme mort, les organes du patient défunt peuvent donc désormais être transplantés.
La loi entre finalement en vigueur le 17 juillet 2010, cependant seuls 13 % des hôpitaux sont alors capables de réaliser un prélèvement d'organe chez un mineur, 39 % devraient l'être fin 2010. Le premier don d'organe sans accord écrit du donneur a lieu le 9 août 2010.

### Luxembourg
Une loi de 1982 règle le prélèvement de substances d'origine humaine.
- L'article 2 de cette loi dispose qu'on peut prélever des substances d'origine humaine sur une personne vivante si elle est majeur et jouissant de son intégrité mental et si l'opération est fait en vue d'une greffe. Le donneur doit avoir consenti librement et par écrit.
- L'article 3 dispose qu'on peut prélever des substances d'origine humaine sur une personne vivante mineur en vue d'une greffe sur son frère ou sa sœur. Le donneur doit être capable de discernement. Son représentant légal (c'est-à-dire celui qui exerce sa tutelle sur lui) et un comité de 3 personnes expertes en la matière composé de 2 médecins au minimum nommé par le ministre de la santé doivent autoriser le prélèvement. Le donneur doit également avoir consenti librement et par écrit. Si le père et la mère ne sont pas d'accord s'ils vont autoriser ou refuser le prélèvement, cela est comptabilisé comme un refus.
- L'article 4 dispose qu'avant le prélèvement de substances sur une personne vivante, des examens médicaux doivent être réalisés afin d'évaluer et de réduire les risques pour la vie et la santé du donneur.
- L'article 5 dispose que le médecin doit avertir le donneur et son représentant légal s'il est mineur des conséquences médicales, sociales et psychologiques possibles de l'opération et de l'intérêt que représente la greffe pour le receveur avant de réaliser le prélèvement.
- L'article 6 dispose qu'on peut prélever des substances d'origine humaine sur un cadavre dans un but thérapeutique ou scientifique, tant que la personne morte n'a pas refusé par écrit de son vivant un tel prélèvement.
- L'article 7 dispose que si la personne morte sur le cadavre de laquelle on souhaite faire un ou plusieurs prélèvements était incapable au moment du décès (c'est-à-dire si elle était mineur; ou si elle était majeur, mais qu'un jugement du juge des tutelles l'a placée sous tutelle), le prélèvement ne peut être fait qu'avec l'autorisation du représentant légal et si la personne était capable de discernement qu'elle n'ait pas fait part de son refus par écrit.
- L'article 8 dispose que pour pouvoir prélever des substances sur un cadavre, cette personne devait avoir son dernier domicile au Luxembourg.
- L'article 9 dispose que le médecin a l'obligation, avant de prélever des substances sur un cadavre, de vérifier que la personne ne s'y est pas opposé.
- L'article 10 dispose que lorsqu'un agent remet une carte d'identité ou un passeport à un étranger, il doit également remettre à cette personne une formule de déclaration à 2 options que l'intéressé peut remplir s'il entend exprimer qu'il est ou qu'il n'est pas donneur après sa mort. Par ailleurs, tout écrit où un étranger accepte ou refuse un prélèvement de substances sur son cadavre après sa mort est valable s'il est signé.
- L'article 11 dispose qu'on ne peut prélever des substances sur un cadavre que si la mort a été constaté par deux médecins qui ne participent pas aux opérations ni aux recherches ultérieures.
- L'article 12 dispose que le médecin qui va procéder à un ou plusieurs prélèvements a l'obligation de dresser un procès-verbal des investigations qu'il a fait en vertu des articles 7, 8, 9 et 11.
- L'article 13 dispose qu'il est interdit de révéler l'identité du donneur au receveur, ni l'identité du receveur à la famille du donneur.

### Portugal
Le don d'organes est autorisé. Dès lors que la personne n'a pas exprimé de son vivant son refus que son corps ne subisse un prélèvement d'organe à sa mort, le consentement est présumé. Avant le prélèvement d'organes, a lieu un entretien avec la famille pour connaitre la volonté de la personne.

### Suisse
La Suisse ne connaît pas le consentement présumé à prélever un organe sur les personnes décédées. Le don est subordonné au consentement libre, éclairé et explicite de la personne avant son décès.
| Organe   | Nombre d'organes transplantés | Nombre d'organes recherchés | Patients morts en liste d'attente |
| -------- | ----------------------------- | --------------------------- | --------------------------------- |
| Cœurs    | 30                            | 60                          | 10                                |
| Poumons  | 39                            | 102                         | 9                                 |
| Foie     | 102                           | 250                         | 26                                |
| Reins    | 291                           | 1 132                       | 0                                 |
| Pancréas | 20                            | 61                          | 22                                |
| Total    | 482                           | 1 605                       | 67                                |

En 2013, le nombre de patients transplantés a été de 470, et 73 personnes sont décédées, faute de n'avoir pas pu recevoir un don d'organe, contre 53 en 2012. Au début 2014, quelque 1270 personnes étaient en attente d'un organe. Les décès en Suisse concernent surtout les personnes en attente d'une transplantation d'un foie ou d'un cœur.

### Chine
Il règne une certaine opacité dans le système chinois. Selon la croyance chinoise basée sur sa culture millénaire, le corps à la mort doit rester intégral. Les autorités chinoises ont dû faire face à cela, durant de nombreuses années; il y avait une pénurie d'organes à transplanter. À partir des années 2000, la donne change et la Chine est le pays où la greffe d'organes se réalise le plus rapidement et serait devenue un marché juteux profitant au pouvoir politique en place. Selon l'information des autorités chinoises, ces organes proviendraient de condamnés à mort. Un manque de traçabilité inquiétant la communauté internationale a toutefois conduit à de nombreuses enquêtes ; le nombre de ces prélèvements aurait explosé à la suite de la persécution politique de dissidents et de minorités religieuses.
Certaines informations suggèrent que le don d'organe pourrait être forcé et être la cause du décès de certains détenus.

### États-Unis
En 1994, une loi a été adoptée en Pennsylvanie qui proposait de payer 300 dollars pour le logement et les repas et 3 000 dollars pour les frais funéraires à la famille d'un donneur d'organes. L'élaboration du programme a nécessité huit ans. c'est le premier du genre. Les directeurs des achats et les chirurgiens de tout le pays attendent les résultats du programme de Pennsylvanie. Au moins dix-neuf familles se sont inscrites à cette prestation. Cependant, à la suite d'une enquête sur le programme, des inquiétudes ont été exprimées quant à savoir si l'argent collecté était utilisé pour aider les familles. Néanmoins, les aides funéraires visant à inciter au don d'organes post mortem ont également reçu le soutien des experts et du grand public, car les incitations présentent des valeurs plus éthiques, telles que l'honneur du donneur décédé ou la préservation du caractère volontaire, et augmentent potentiellement la volonté de faire un don,.

### Autres pays
- En Israël, depuis janvier 2010, le porteur d'une carte de donneur d'organe est prioritaire pour l'attribution d'un organe par rapport à un patient de gravité identique mais non porteur d'une carte de donneur, et ce dans le but d'inciter le don d'organe[38].
- En Égypte, un projet de loi sur le don d'organes à partir de donneurs vivants veut réguler les greffes illégales afin de freiner le commerce d'organes illicite[39].
- En Corée du Sud, la disposition de 2006 de la loi sur la transplantation d'organes a introduit une incitation monétaire équivalant à 4 500 dollars américains pour la famille survivante d'un donneur atteint de mort cérébrale ; la récompense est destinée à la consolation et à la compensation des frais funéraires et des frais d'hospitalisation[37],[40].

### Prélèvement criminel dans certains pays
Dans certains pays il a été constaté un manquement grave à l'éthique. En Inde et aux Philippines, il a été constaté l'existence de réseau criminel enlevant des enfants pour prélever les organes. Plus grave en Chine, il a été rapporté une organisation de ce type de nature gouvernementale.

## Don d'organe de son vivant
Une personne majeure vivante, volontaire et en bonne santé peut donc donner un rein dans les conditions définies par la loi. Le candidat au don doit être informé des risques liés à l'intervention et de la possibilité d'un échec de la greffe.
Le don du vivant est essentiellement pratiqué pour le rein. Plus rarement, on peut aussi prélever et greffer une partie du foie d'un donneur vivant. Lors d'un don de rein de son vivant, l'un des deux reins du donneur est prélevé, sachant qu'il est possible de vivre normalement avec un seul rein, avec, toutefois, un risque, très légèrement augmenté d'insuffisance rénale à long terme. La fonction rénale s'altère après l'intervention avec un débit de filtration glomérulaire abaissé d'un tiers, sans conséquence. Pour les jeunes femmes, il existe une légère majoration du risque de survenue d'une hypertension artérielle gravidique ou d'une pré-éclampsie mais l'immense majorité des grossesses se déroule sans problème.
Les bénéfices du don du vivant sont un accès à la greffe dans des délais plus courts, la diminution du temps de dialyse et des organes qui fonctionnent mieux et plus longtemps.

## Don d'organe et religion

### Église catholique
L'Église catholique est favorable au don d'organes.

En 1996, la Commission sociale de l'Épiscopat lançait cet appel : 

« Nous vous invitons instamment à une réflexion personnelle et à ces échanges en famille et à l'intérieur des communautés, paroissiales et autres. En lançant cet appel, nous ne cherchons pas à faire pression sur les consciences. Nous vous invitons surtout à prendre conscience que la mort peut frapper chacun d'entre nous et de nos proches de manière inopinée, bien avant une vieillesse avancée, et que si douloureuse qu'elle soit pour ceux qui nous aiment et que nous aimons, cette mort peut aussi devenir l'occasion d'un acte de solidarité de très grande valeur.
Oui, l'acceptation de la possibilité d'un don volontaire d'organes est une forme d'un véritable don de soi pour l'autre, un authentique acte d'amour. C'est une des applications inattendues de la parole du Christ : "Nul n'a d'amour plus grand que celui qui donne sa vie pour ceux qu'il aime". (Jn 15, 13) »

Plusieurs fois, le pape Jean-Paul II est intervenu pour appeler à ce don, en rappelant d'ailleurs les conditions dans lesquelles le prélèvement devait être réalisé. « Je suis certain que les responsables sociaux, politiques et éducatifs renouvelleront leur engagement à promouvoir une véritable culture du don et de la solidarité. Il faut insuffler dans le cœur des personnes, et en particulier dans le cœur des jeunes, une reconnaissance authentique et profonde du besoin d'amour fraternel, un amour qui puisse trouver une expression dans la décision de devenir un donneur d'organes. » (Discours au 18e Congrès international de transplantation d'organes - 29 août 2000).
Benoît XVI possède quant à lui une carte de donneur depuis de nombreuses années et a déclaré récemment à un journal italien qu'il la portait sur lui en permanence.Toutefois, selon Radio Vatican, le secrétaire du pape a précisé en février 2011 que cette carte n'était plus valide depuis son élection au souverain pontificat. En effet, la dépouille d'un pape défunt appartient à l'Église tout entière ; de plus, au cas où le pape serait ultérieurement canonisé, l'organe greffé deviendrait-il …une « relique » vivante ?

### Islam
Les décisions de l'Académie du droit musulman (al-Majma‘ al-fiqhî al-islâmî) basée à la Mecque (et qui est affiliée à la Ligue islamique mondiale – Râbita al-‘alam al-islâmî) et du Conseil international de jurisprudence basé à Jeddah en Arabie saoudite (et affilié à l'Organisation de la conférence islamique – OCI) sur la transplantation d'organes précisent qu'il est permis de prélever un organe d'un mort pour le greffer dans le corps d'une personne vivante si sa survie dépend de cette opération, ou quand celle-ci est nécessaire pour assurer une fonction essentielle de son organisme. Pour cette opération, il faut avoir le consentement du défunt, de ses héritiers légitimes après sa mort ou l'accord de l'autorité musulmane, si le défunt est un inconnu et (ou) sans héritiers.
Cette permission est valable dans le seul cas où les greffes sont pratiquées sans but commercial et lucratif. Les organes doivent être mis gratuitement à la disposition des établissements médicaux car il est strictement interdit de faire le commerce d'organes d'origine humaine.
En accord avec les données actuelles de la science, le concept de mort encéphalique est reconnu, une personne étant « légalement décédée quand il y a arrêt total, et jugé irréversible par les médecins, soit des contractions cardiaques et des mouvements respiratoires, soit des fonctions vitales cérébrales avec début de destruction du cerveau ».
Ces décisions reposent sur l'analyse suivante : en Islam, seul Dieu donne et reprend la vie, nous ne sommes que les usufruitiers de la vie lors de notre passage sur Terre. Cependant, la maladie n'est pas une fatalité et il faut choisir le moindre d'entre deux maux. L'intérêt du vivant a donc priorité sur le respect dû au cadavre.
Afin de garantir la prééminence et le caractère sacré de la vie, le don d'organe est en conséquence reconnu et valorisé comme une bonne action, à condition d'un consentement, du respect de la personne et d'une non-commercialisation. « Quiconque sauve la vie d'un seul être humain est considéré comme ayant sauvé la vie de l'humanité tout entière » (Coran 5/32)
Le Conseil européen de la fatwa (siège social à Dublin, Irlande) a complété les résolutions sur les dons d'organes par les recommandations suivantes relatives au consentement et à la volonté du défunt : Si, de son vivant, une personne a exprimé par écrit sa volonté de faire don de ses organes après sa mort, ce testament est souverain et doit être exécuté. Les héritiers du défunt n'ont pas le droit d'apporter des modifications à ce testament car la volonté de la personne morte prime sur celle des proches.
Si la loi du pays précise que l'absence d'inscription constitue une présomption d'accord à un prélèvement d'organes, alors, de son vivant, le musulman doit faire inscrire, dans un registre son opposition à un prélèvement d'organes sur son corps après décès, sinon il donne son accord implicite.

### Judaïsme
Pour le judaïsme, les prélèvements et la transplantation peuvent être effectués à condition de respecter des conditions strictes comme la valeur sacrée de la vie. Devant garder espoir et foi envers le Créateur jusqu'au bout, il ne saurait être question de provoquer la mort, qu'il s'agisse d'abréger des souffrances ou de vouloir prélever un organe pour sauver un autre être humain. On ne peut dégrader le corps qui conserve après la mort son caractère sacré. Il faudra donc l'inhumer avec respect ce qui impose un comportement digne de la part des transplanteurs. Dans le même ordre d'idées, on ne peut en tirer profit.
Les penseurs concilient ainsi les règles religieuses avec le devoir supérieur de sauver toute personne en danger de mort (Pikouah Nefesh) : « la considération majeure du sauvetage de la vie supplante toutes les lois bibliques imposant l'interdiction de la mutilation du mort, de l'utilisation de l'organisme mort et du délai imparti pour enterrer le mort et lui rendre les honneurs dus. »
Lors d'une audition parlementaire, le Grand rabbin de France indiquait ainsi : « La greffe se heurte à deux interdictions de la religion juive : ne pas porter atteinte au cadavre et ne pas tirer profit du cadavre. Mais il a été admis que l'on pourra enfreindre ces deux interdictions quand il s'agira de sauver une vie humaine. » Ce devoir religieux d'agir pour « sauvegarder une personne » s'impose au nom de la valeur suprême de la vie, finalité de tous les commandements.
Il faut noter que la mort encéphalique n'est pas considérée comme une mort par la grande majorité des décisionnaires depuis plusieurs générations. Le Hatam Sofer (Yoré Dea 338) a défini le moment de la mort selon 3 critères :
1. Arrêt des pulsations du cœur ;
2. Arrêt de la respiration ;
3. Le fait que son corps soit inanimé.

Cette opinion est celle retenue par la grande majorité des décisionnaires religieux juifs à travers le monde. Toutefois, le Rabbinat d'Israël a accepté, dans certains cas de considérer la mort encéphalique comme une mort réelle. Toutefois, cette greffe ne pourra se faire qu'en présence de l'un de ses représentants (afin d'éviter tout abus), ce qui est impossible en dehors d'Israël.

## Du don à la greffe
Les délais sont souvent très longs, et variables selon l'organe, mais aussi la région et même l'hôpital où le malade est inscrit. Les données chiffrées sont publiées chaque année dans le rapport annuel de l'Agence de la biomédecine. En 2016, 295 patients sont morts en France faute d'avoir pu être greffés à temps.

### Corps du donneur
Après avoir vérifié l'absence d'opposition du défunt auprès de sa famille et de ses proches, des prélèvements sanguins de vérification ont lieu sur le corps afin de dépister d'éventuelles maladies transmissibles. Ces prélèvements sont, si possibles, effectués avant toute transfusion ou hémodilution afin que le sang soit à 100 % celui du donneur. Puis, le prélèvement du ou des organes est effectué : c'est une intervention chirurgicale respectant les règles d'hygiène et d'asepsie qui se passe au bloc opératoire. En cas de prélèvement multiple les différentes équipes chirurgicales se concertent afin de désigner, entre autres, celle qui aura la charge de la restauration tégumentaire, c'est-à-dire rendre un corps présentable (c'est habituellement l'équipe procédant aux derniers prélèvements).
Après le prélèvement des organes du donneur par l'hôpital, le corps du défunt est rendu à la famille. Son aspect extérieur est préservé; c'est la restauration tégumentaire qui est placée sous la responsabilité du chirurgien. Ce dernier assure :
- la suture musculaire (indispensable) ;
- la fermeture cutanée complète, hermétique et esthétique.

En cas d'atteinte de l'intégrité de la personne morte (prélèvement d'un membre ou du visage par exemple), la famille est informée de la nature de l'intervention et doit donner un accord spécifique. Une prothèse est alors façonnée de manière à respecter l'apparence du corps.
Toutes ces opérations, du recensement d'une personne donneuse potentielle, à l'expédition des organes sont assurées par une équipe spécifique de l'hôpital de prélèvement ; la Coordination Hospitalière des Prélèvements d'organes et Tissus ; elle est composée majoritairement d'Infirmiers ayant eu une formation solide à cette mission ; il assure le lien entre les réanimateurs et le Service de Régulation et d'Appui de l'Agence de Biomédecine, fait réaliser toutes les opérations de qualification des organes, l'accompagnement du donneur décédé au bloc opératoire ; veille à l'application des bonnes pratiques de prélèvements, et est garante, auprès de la famille de la restauration du corps du défunt ; ensuite, elle assure la gestion du dossier donneur et de son archivage.

### Répartition des greffons
L'attribution d'un greffon à un patient se fait en fonction de critères médicaux, de justice et logistiques.
En France, la loi de bioéthique précise que « Les règles de répartition et d'attribution des greffons doivent respecter le principe d'équité. ». Les règles de répartition sont publiées sous forme de décrets. La liste nationale d'attente, qui regroupe tous les patients en attente de greffe, est gérée de façon transparente par l'Agence de la biomédecine, qui est totalement indépendante des équipes de prélèvement et de transplantation, ce qui garantit son impartialité. Aucun patient ne peut être transplanté en France s'il n'a pas préalablement été inscrit sur cette liste par l'équipe médicale française qui le suit.
Il n'existe donc pas de possibilité de « passe-droit » pour les malades.
Les critères médicaux d'attribution des greffons sont les suivants :
- La compatibilité ABO est primordiale :
Comme pour une transfusion sanguine, les groupes de sang du donneur et du receveur doivent être compatibles :
  - Le donneur O est le donneur universel (il peut donner ses organes à tous).
  - Le donneur A peut donner ses organes aux receveurs A et AB.
  - Le donneur B peut donner ses organes aux receveurs B et AB.
  - Le donneur AB peut uniquement donner ses organes aux receveurs de même groupe (bien que le donneur AB soit receveur universel).

En pratique, les greffes sont en général réalisées en isogroupe, c'est-à-dire O pour O, A pour A, etc.
Au prix d'un traitement immunosuppresseur plus important, il est aujourd'hui possible de réaliser des greffes en dehors de toute compatibilité ABO, même si cette procédure reste expérimentale.
Le facteur Rhésus (+ ou – ou Ø) n'a aucune importance pour la transplantation d'organes.
- La compatibilité tissulaire
Historiquement, un des principaux facteurs de réussite des greffes était la compatibilité HLA entre donneur et receveur : plus les patrimoines génétiques du donneur et du receveur sont proches, moins le greffon a de chance de se faire rejeter. Néanmoins, compte tenu des progrès des traitements immunosuppresseurs, cette règle est de moins en moins vraie et il est aujourd'hui possible de réaliser des greffes sans aucune compatibilité.
- Le Crossmatch lymphocytaire[50].
c'est une étude de compatibilité réalisée systématiquement pour prévenir le phénomène de rejet de greffe hyperaïgu . Elle consiste  à faire réagir le sérum du receveur avec les lymphocytes du donneur pour découvrir ou non la présence d'anticorps chez le receveur
  - Quand le Crossmatch est positif, la transplantation ne pourra pas se réaliser car les anticorps du receveur reconnaissent les antigènes qui leur sont spécifiques chez le donneur.
  - Et, quand le Crossmatch est négatif, il n'existe pas d'anticorps dans le sérum du receveur capables de reconnaître les antigènes présents sur le greffon. En conséquence, la greffe peut avoir lieu.

- Les données physiques et morphologiques.
La taille et le poids des organes (futurs greffons) sont pris en compte dans la sélection du receveur dans la liste d'attente surtout dans les cas d'organes thoraciques (cœur et poumons) et de transplantations de foie.
- Le critère logistique.
Le temps d'ischémie froide [51]correspond à la durée entre le prélèvement de l'organe et la restauration de la circulation dans l'organe chez le receveur. Cette durée doit être la plus courte possible car plus elle s'allonge, plus les organes se dégradent et plus les chances de réussite de la greffe sont compromises.
Chaque organe a une durée d'ischémie froide :
  - 4 heures pour le coeur
  - 6 heures pour les poumons
  - 8 heures pour le foie
  - 24 heures pour les reins

Afin de réduire le temps d'ischémie, le choix du receveur tient souvent compte de la distance entre l'hôpital où se trouve le greffon et le centre de transplantation dans lequel le receveur doit se rendre dans les meilleurs délais.
Lorsqu'un organe est destiné à être greffé dans un hôpital différent de celui où se déroule le prélèvement, deux possibilités existent : soit les chirurgiens de l'hôpital greffeur viennent réaliser le prélèvement et repartent avec le greffon, soit le greffon voyage seul jusqu'au lieu de la greffe, par voie terrienne, ferroviaire ou aérienne…
- La multiplicité des receveurs. S'il existe plusieurs receveurs potentiels, la priorité est donnée au receveur pour lequel la greffe est la plus urgente ou à celui qui est inscrit en liste d'attente depuis le plus longtemps. Il faut noter également que les enfants de moins de 18 ans sont prioritaires.

Le choix du receveur se fait évidemment à l'exclusion de toute considération financière, sociale ou ethnique, du moins dans la majeure partie du monde occidental.

### Conditionnement du greffon
Le conditionnement du greffon a pour but de préserver sa qualité ainsi que sa stérilité : l'organe est conservé par le froid à 4 °C dans un container en plastique ressemblant à une glacière dans lequel des glaçons pilés maintiennent la bonne température. Ce conditionnement est étanche et assure à l'organe la protection contre les chocs. À l'intérieur du container se trouve soit une boîte en plastique stérilisé (pour les vaisseaux sanguins et autres) soit une boîte en acier inoxydable (pour le foie). Accompagne chaque organe, une boîte "immunologique" comprenant un fragment de rate, des ganglions, des tubes de sang (destinés aux compatibilités ultimes, cross-match...)
Pour le rein le conditionnement est très particulier car il est en PSE ce qui en fait un récipient isotherme et fortement résistant aux chocs.
Actuellement, les containers sont uniformisés, et les organes sont déposés dans un container stérile, emballé par trois sacs stériles (cœur, pancréas, reins) ; les autres organes, du fait de leur spécificité sont transportés dans des conteneurs spéciaux
À l'extérieur du conditionnement est apposé un étiquetage (orange fluo), comportant toutes les informations nécessaires au suivi et à la traçabilité du greffon ;
- la mention « élément ou produit du corps humain ».
- sa nature, sa description et ses caractéristiques précises.
- un numéro d'identification anonyme du donneur (le numéro "CRISTAL").
- le lieu et la date précise du prélèvement (heure de clampage aortique).
- Les coordonnées de l'établissement destinataire.
- le nom et les coordonnées du transporteur.

À l'intérieur du caisson de transport se trouve le dossier "organe" comprenant :
- le dossier de prélèvement imprimé depuis la base informatisée "CRISTAL" de l'Agence de Biomédecine, sur lequel sont inscrits les renseignements spécifiques au donneur et aux bilans morphologiques et biologiques des organes.
- copie anonymisée des documents de groupage, sérologie, morphologiques de l'organe.